# Гравітаційний трактор
Гравітаційний трактор (англ. gravity tractor  або ж GT) — теоретичний космічний апарат, який може змінити напрямок руху потенційно небезпечного астероїда, без фізичного контакту з ним, завдяки використанню гравітаційного поля для передачі потрібного імпульсу. Гравітаційна сила космічного апарата, хоч і буде незначною, проте здатна змінити траєкторію набагато більшого астероїда, якщо апарат перебуватиме поблизу нього досить довго (декілька років).
Ідею такого апарата запропонували 2005 року інженери НАСА Едвард Лю и Стенлі Лав.
2009 року проект розроблявся британським підрозділом компанії Астріум (англ. EADS Astrium). Передбачалося, що апарат матиме масу близько десяти тонн та буде оснащений чотирма іонними двигунами.
Пізніше подібний апарат пропонувався для Asteroid Redirect Mission, яка передбачала добування частини астероїда та його доставку на навколомісячну орбіту, однак була скасована 2017 року через відсутність фінансування.